# Старонакаряково
Старонакаря́ково (рос. Старонакаряково, башк. Иҫке Нәкәрәк) — село у складі Мішкинського району Башкортостану, Росія. Входить до складу Староарзаматовської сільської ради.
Населення — 50 осіб (2010; 95 у 2002).
Національний склад:
- росіяни — 100 %